# Добркув
Добркув (пол. Dobrków) — село в Польщі, у гміні Пільзно Дембицького повіту Підкарпатського воєводства.
Населення — 570 осіб (2011).
У 1975-1998 роках село належало до Тарновського воєводства.

## Демографія
Демографічна структура станом на 31 березня 2011 року:
|          | Загалом | Допрацездатний вік | Працездатний вік | Постпрацездатний вік |
| -------- | ------- | ------------------ | ---------------- | -------------------- |
| Чоловіки | 302     | 71                 | 201              | 30                   |
| Жінки    | 268     | 69                 | 149              | 50                   |
| Разом    | 570     | 140                | 350              | 80                   |